# Nepenthes leyte
Nepenthes leyte is een vleesetende bekerplant uit de familie Nepenthaceae. De soort is endemisch op de Filipijnen. Hij is alleen aangetroffen op Leyte, het eiland waarnaar de soort is vernoemd. Hier groeit hij in submontane nevelwouden, rond een hoogte van 900 meter boven zeeniveau.
Nepenthes leyte werd in 2013 formeel beschreven door de botanici Matthew Jebb en Martin Cheek. Zij plaatsten het taxon in de informele "N. alata-groep". De soorten in deze groep delen een aantal typische kenmerken, waaronder gevleugelde ranken, ribbels op de onderzijde van de operculums (deksels) van de vangbekers en bovenbekers die aan de basis het breedst zijn. Andere soorten in de "N. alata-groep" zijn N. alata, N. ceciliae, N. copelandii, N. extincta, N. graciliflora, N. hamiguitanensis, N. kitanglad, N. kurata, N. mindanaoensis, N. negros, N. ramos, N. saranganiensis en N. ultra.
... · 
N. alata · 
N. albomarginata · 
N. ampullaria · 
N. argentii · 
N. aristolochioides · 
N. attenboroughii · 
N. bicalcarata · 
N. bokorensis · 
N. bongso · 
N. boschiana · 
N. burkei · 
N. campanulata · 
N. chaniana · 
N. danseri · 
N. deaniana · 
N. densiflora · 
N. diatas · 
N. distillatoria · 
N. edwardsiana · 
N. ephippiata · 
N. gracilis · 
N. gymnamphora · 
N. hirsuta · 
N. inermis · 
N. insignis · 
N. jamban · 
N. khasiana · 
N. lamii · 
N. leyte · 
N. lingulata · 
N. lowii · 
N. macfarlanei · 
N. macrophylla · 
N. madagascariensis · 
N. masoalensis · 
N. maxima · 
N. mirabilis · 
N. monticola · 
N. northiana · 
N. ovata · 
N. peltata · 
N. pervillei · 
N. pitopangii · 
N. rafflesiana · 
N. rajah ·
N. rhombicaulis · 
N. rosea ·
N. sanguinea · 
N. sibuyanensis · 
N. spathulata · 
N. tenax · 
N. tenuis · 
N. veitchii ·
N. ventricosa ·
N. vieillardii ·
N. villosa · 
...